# Gosinje
Gosinje (nemško Gänsdorf) je naselje v Občini Velikovec v Okraju Velikovec na Koroškem v Avstriji.